# Raffaele Boschini
Raffaele Boschini (Venezia, 22 luglio 1893 – Milano, 1960) è stato un artista e pittore italiano.

## Biografia
Figlio di Romualdo, buon pittore ma soprattutto xilografo illustratore de Il Gazzettino di Venezia, fu tra i primi artisti ad entrare negli studi messi a disposizione dalla Fondazione Bevilacqua La Masa a Venezia (1910-1915). Allievo di Ettore Tito all'Accademia di Venezia, ebbe anche influssi dall'artista Ugo Valeri, fratello del poeta Diego Valeri. Del primo periodo si ricordano degli interessanti ritratti di familiari e parenti (ad esempio il ritratto del cugino Giovanni Franco, eseguito attorno al 1924, nello stile della ritrattistica veneziana della fine del 1800  - Venezia, collezione privata), e la produzione grafica, come disegnatore e incisore. Si affermò quale preciso interprete di paesaggi a olio (ad esempio vedute del Lago di Como, scene tratte dal teatro con attori e maschere veneziane e figure rese attraverso una vena satirica e, a volte, grottesca).
Trasferitosi definitivamente a Milano nel 1921, fondò con altri artisti il "Cenacolo dei Quadernisti", un attivo sodalizio artistico nel quale ebbe modo di fare emergere la sua personalità. Assai noto il suo logo dello scultore del marchio per la Plasmon, ora anche animato: suoi anche altri manifesti in campo pubblicitario (per la Campari, 1924 e 1925). Una raccolta delle sue opere si trova a Ca' Pesaro a Venezia, per donazione della famiglia. Morì a Milano nel 1960.